# Vineland (Nova Jérsia)
Vineland é uma cidade localizada no estado americano de Nova Jérsia, no Condado de Cumberland. 
A partir do Censo dos Estados Unidos de 2010, a cidade tinha uma população total de 60.724, refletindo um aumento de 4.453 (+ 7,9%) dos 56.271 contados no Censo de 2000, que por sua vez aumentou em 1.491 (+ 2.7%) dos 54.780 contados no Censo de 1990. O Programa de Estimativas da População do Census Bureau calculou que a população da cidade era de 59.439 em 2019, classificando a cidade como a 636ª mais populosa do país. Vineland, Millville e Bridgeton são as três principais cidades de Nova Jersey da Área Estatística Metropolitana Primária de Vineland – Millville – Bridgeton, que abrange essas três cidades e todo o condado de Cumberland para fins estatísticos e tinha uma população de 156.898 no Censo de 2010.
Vineland foi formada em 1º de julho de 1952, por meio da fusão de Landis Township e Vineland Borough, com base nos resultados de um referendo realizado em 5 de fevereiro de 1952. As festividades em 1º de julho de 1952, quando a fusão entrou em vigor, incluíram um desfile e discursos de notáveis como o senador Estes Kefauver. O nome é derivado dos planos de seu fundador de usar a terra para cultivar uvas.